# Лиляна Манева
Лиляна Савелич – Манева (на македонска литературна норма: Лилјана Савелиќ - Манева) е югославска партизанка и деец на Комунистическата съпротива във Вардарска Македония.

## Биография
Родена е на 16 април 1917 година в заетия от български части по време на Първата световна война град Скопие. Първоначално завършва гимназия в Скопие, а след това завършва Философския факултет на Белградския университет. От 1940 година е член на СКМЮ. На следващата година става член на Местния комитет на СКМЮ, а в края на годината и на Местния комитет на ЮКП за Скопие. През декември 1941 година е арестувана и държана в ареста до май 1942 година. След това е интернирана в разложкото село Бабяк, където престоява до края на 1943 година. След това се завръща във Вардарска Македония и става заместник-политически комисар на чета в Народоосвободителния батальон „Орце Николов“. Батальонът и заедно с Народоосвободителен батальон „Християн Тодоровски“ се събират на 26 февруари 1944 година и образуват трета македонска ударна бригада. Тогава тя става заместник-политически комисар на бригадата. На този пост остава до 6 август 1944 година. След това е секретар на Дивизионния комитет на МКП към Четиридесет и втора македонска дивизия. През ноември 1944 започва да ръководи службата по персонала към Първа корпусна област, както и политическото управление на Главен щаб на НОВМ.
След Втората световна война е секретар на Околийския и окръжният комитет на МКП за Скопие. Става и помощник в посолството на СФРЮ в София. В отделни периоди е заместник-министър на земеделството, председател на главния комитет на Антифашисткия фронт на жените на Македония. Била е народен представител в републиканското и съюзното народно събрание. Секретар е на Съвета за народно здраве на СРМ, член на ЦК на МКП. Известно време е редактор на сп. „Просветена жена“, член на Главния комитет на Съюза на женските дружества на Югославия и председател на Комитета за вътрешна политика към Обществено-политическия съвет на Съюзното събрание. Става пръв директор на телевизията в Македония и редактор на Радио Скопие. Носител е на Партизански възпоменателен медал 1941 година.